# 劉昭 (弘治進士)
劉昭（1461年—？），字仲賢，江西吉安府廬陵縣人，民籍，明朝政治人物。

## 生平
弘治五年（1492年）壬子科江西鄉試第七十五名舉人。弘治六年（1493年）中式癸丑科會試第九十一名，二甲第五十二名進士。官至嘉兴府知府，正德六年（1511年）正月考察以不謹閑住。十四年宁王朱宸濠叛乱，王守仁起兵进讨，经过庐陵，与知府伍文定延請劉昭入幕府，參謀軍事。著有《东崖传》、《东征忠义録》。

## 家族
曾祖劉求禮；祖父劉孝則；父劉來徵，母王氏。具庆下。兄信、戴。弟拳、申、制。